# Babsk

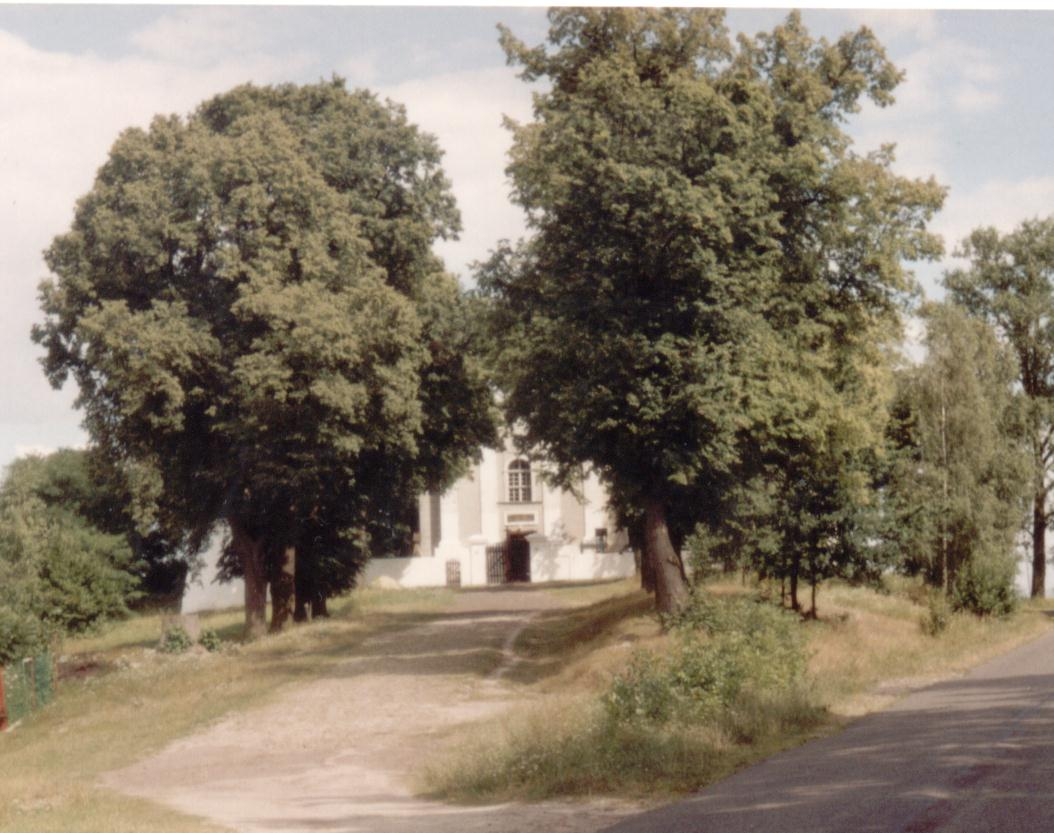
Babsk - Igreja (1806)

Babsk é uma vila da Polônia.  Localiza-se no centro do país. Está entre Łódź e Varsóvia e sobre o rio. 
Tem mais de ca 700 habitantes.  